# Baldwin Valley
Das Baldwin Valley ist ein vereistes Tal im ostantarktischen Viktorialand. Es liegt in der Saint Johns Range nordwestlich des Pond Peak.
Das Advisory Committee on Antarctic Names benannte es 1964 nach Russel R. Baldwin von der United States Navy, Verantwortlicher für den Unterhalt des Flugfelds unweit der McMurdo-Station im Jahr 1962.